# Sidoharum
Sidoharum is een bestuurslaag in het regentschap Kebumen van de provincie Midden-Java, Indonesië. Sidoharum telt 4108 inwoners (volkstelling 2010).